# 白條雙鋸魚
白條雙鋸魚，又稱白條海葵魚，俗名為紅小丑魚、红单葵双锯齿盖鱼，為輻鰭魚綱鱸形目隆頭魚亞目雀鯛科的其中一種。

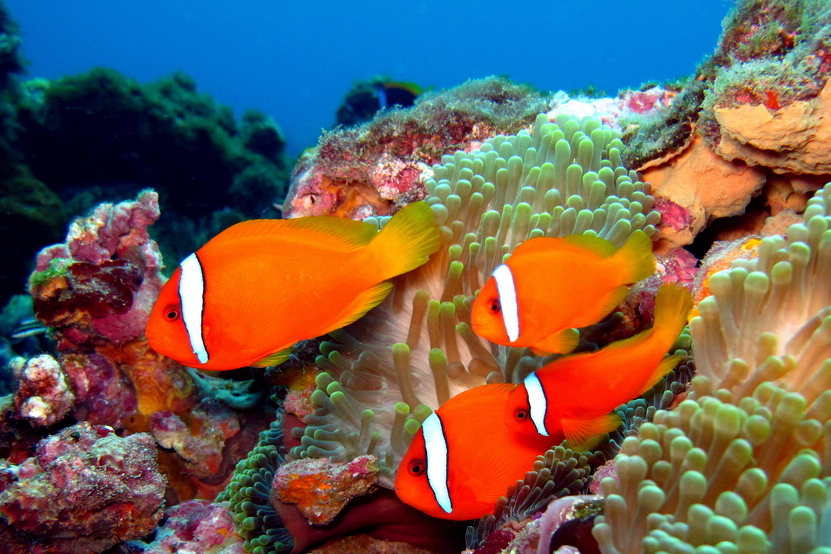
白條海葵魚 (俗稱紅小丑魚), 攝於台灣綠島石朗生態保護區. 主要與紅海葵科的海葵共生。其鮮豔的體色是水肺潛水員最愛拍攝的對象之一。

## 分布
本魚分布於西太平洋區，包括馬來西亞、新加坡、日本南部、台灣、印尼、密克羅尼西亞、帛琉等海域。该物种的模式产地在琉球群岛。

## 深度
水深1至12公尺。

## 特徵
本魚體長為體高的1.8至2.1倍。成魚呈現明亮的橙紅色，在眼睛後面有白色的頭條或垂直條紋，在頭部上方相連，並具有獨特的黑色輪廓。雌魚主要是兩側呈黑色。雄魚體型小得多，整體呈紅色。幼魚呈深紅色，有兩到三條白色條紋，尚未有其他體色變異的紀錄。背鰭前中央鱗片約不超過眼窩前緣。背鰭硬棘9至10枚；軟條16至18枚；臀鰭硬棘2枚；軟條13至15枚。體長可達14公分。

## 生態
本魚主要生活在珊瑚礁或潟湖，常和海葵共生，因為它的皮膚對海葵的毒液有免疫能力，故躲在海葵中，不啻是得到良好的保護，具有嚴格的階級劃分，雌魚最大，繁殖中的雄魚第二大，並且隨著等級下降，雄魚非繁殖者逐漸變小，如果唯一的繁殖雌性死亡，繁殖的雄魚將變成雌魚，而最大的非繁殖者將成為繁殖的雄魚，以藻類和浮游生物為食。

## 相似種

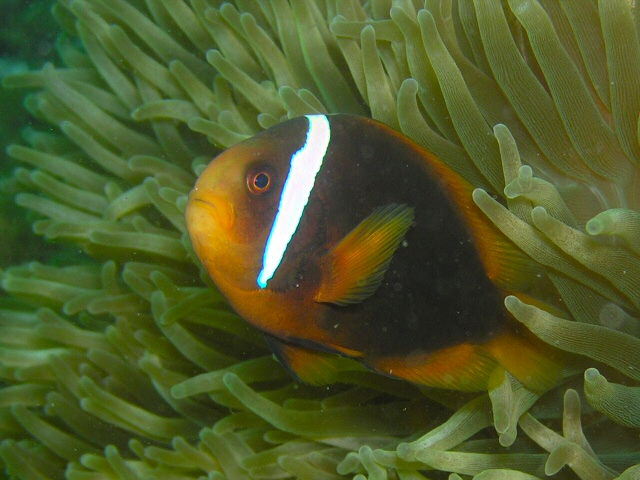
白條雙鋸魚(Amphiprion frenatus)
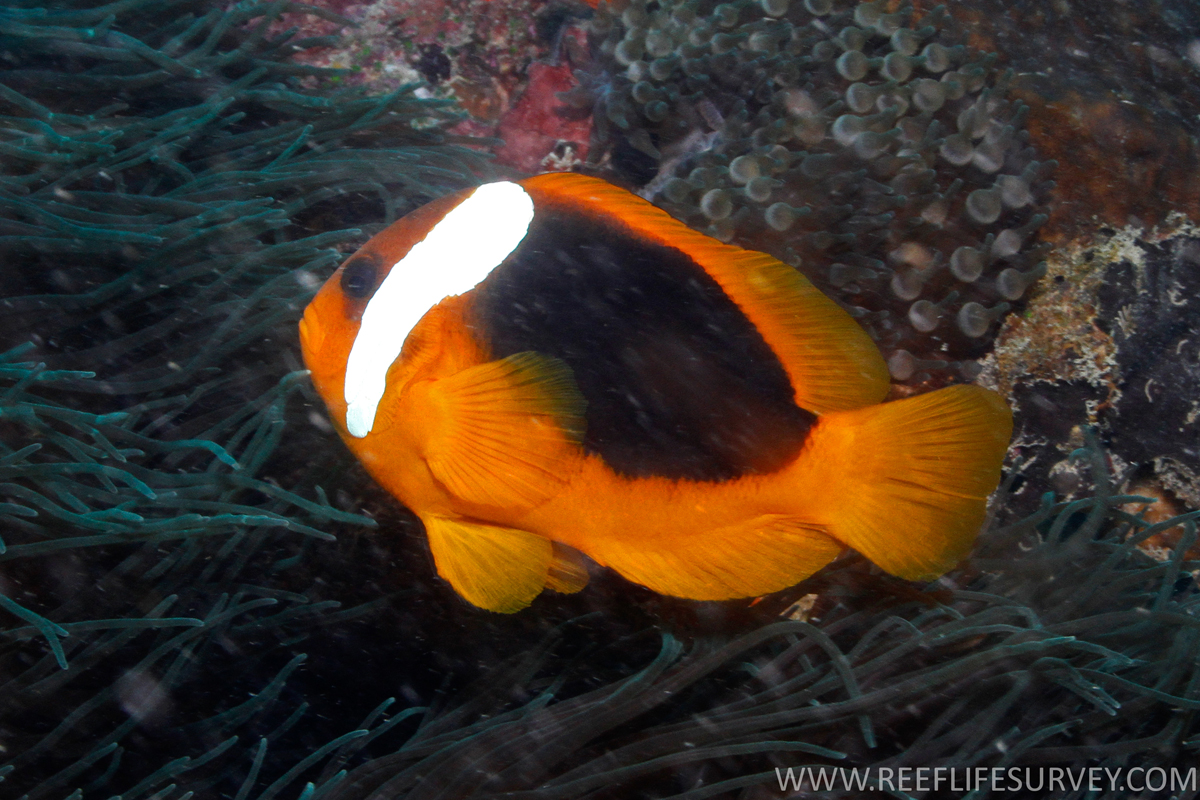
紅雙鋸魚(Amphiprion rubrocinctus)
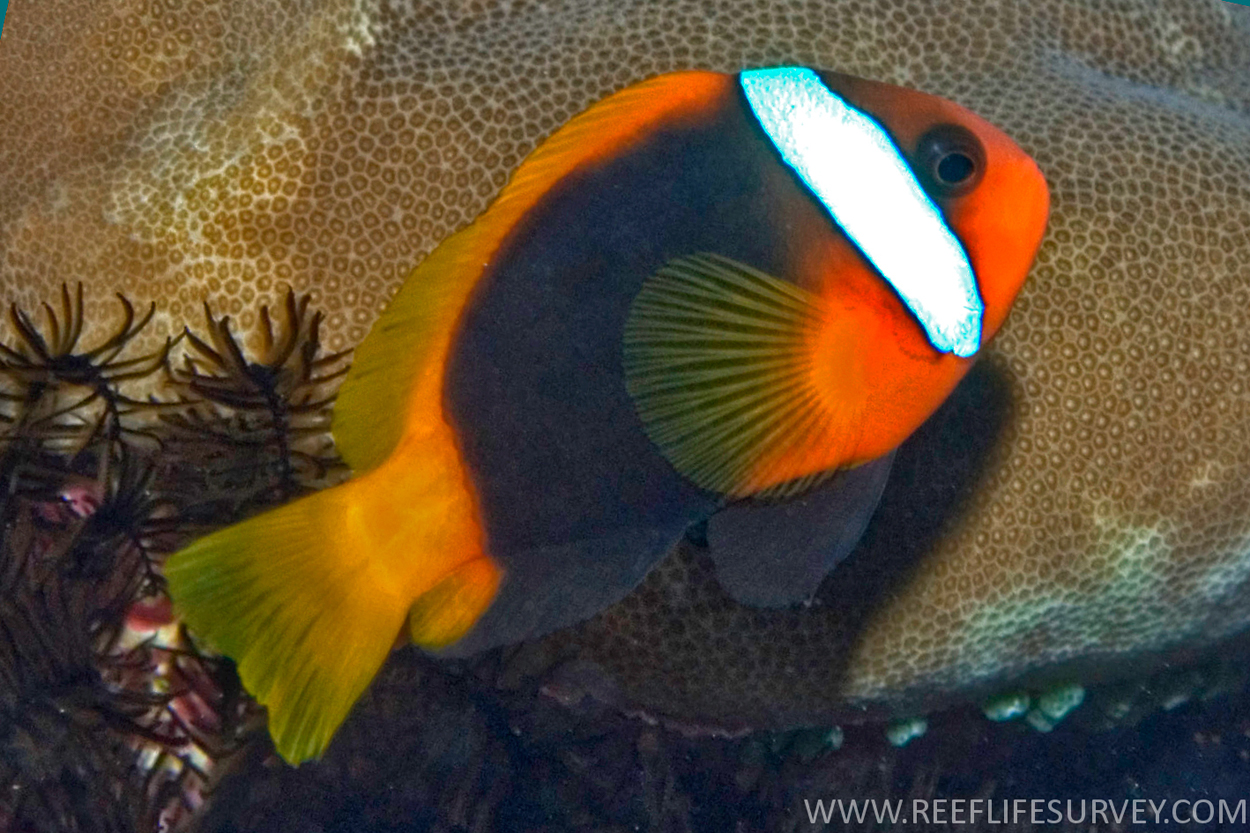
黑雙鋸魚(Amphiprion melanopus)

## 經濟利用
多為觀賞魚，不供食用。